# Sveti Petar u Šumi
Sveti Petar u Šumi (italienisch San Pietro in Selve; deutsch „Sankt Peter im Wald“) ist ein Dorf und eine Gemeinde in der Gespanschaft Istrien, Kroatien. 
Die Gemeinde hat laut Volkszählung 2021 1051 Einwohner. Eine Sehenswürdigkeit ist das Kloster St. Peter und Paul, aus dem der Inschriftenstein von Sveti Petar stammt.